# Copa COSAFA 2015
La Copa COSAFA 2015 fue la 15.ª edición de la Copa COSAFA, una competición internacional de fútbol que consiste en equipos nacionales de países miembros de la Consejo de Asociaciones de Fútbol de África del Sur (COSAFA). Fue organizada por Sudáfrica en mayo de 2015. Todos los partidos se llevaron a cabo en el Noroeste de la provincia.

## Equipos participantes
| Equipos participantes | Equipos participantes | Equipos participantes | Equipos participantes |
| --------------------- | --------------------- | --------------------- | --------------------- |
| Botsuana              | Ghana                 | Lesoto                |                       |
| Madagascar            | Malaui                | Mauricio              |                       |
| Mozambique            | Namibia               | Seychelles            |                       |
| Suazilandia           | Sudáfrica             | Tanzania              |                       |
| Zambia                | Zimbabue              |                       |                       |

## Fase de grupos

### Grupo A
| Pos. | Equipo     | Pts. | PJ | G | E | P | GF | GC | Dif. | Clasificación                 |
| ---- | ---------- | ---- | -- | - | - | - | -- | -- | ---- | ----------------------------- |
| 1    | Namibia    | 7    | 3  | 2 | 1 | 0 | 6  | 1  | +5   | Avanza a los cuartos de final |
| 2    | Zimbabue   | 6    | 3  | 2 | 0 | 1 | 4  | 4  | 0    |                               |
| 3    | Mauricio   | 3    | 3  | 1 | 0 | 2 | 1  | 4  | −3   |                               |
| 4    | Seychelles | 1    | 3  | 0 | 1 | 2 | 0  | 2  | −2   |                               |

 Fuente: [cita requerida]
| 17 de mayo de 2015 | Namibia | 0–0     | Seychelles | Moruleng Stadium, Moruleng      |                                 |
|                    |         | Reporte |            | Árbitro(s): Hamada Nampiandraza | Árbitro(s): Hamada Nampiandraza |

| 17 de mayo de 2015 | Zimbabue                 | 2–0     | Mauricio | Moruleng Stadium, Moruleng |                          |
|                    | Rusere 28' · Chitiyo 66' | Reporte |          | Árbitro(s): Joshua Bondo   | Árbitro(s): Joshua Bondo |

| 19 de mayo de 2015 | Seychelles | 0–1     | Zimbabue   | Moruleng Stadium, Moruleng |                            |
|                    |            | Reporte | Talent 52' | Árbitro(s): Simanga Nhleko | Árbitro(s): Simanga Nhleko |

| 19 de mayo de 2015 | Namibia         | 2–0     | Mauricio | Moruleng Stadium, Moruleng |                         |
|                    | Shilongo 4' 65' | Reporte |          | Árbitro(s): Osiase Koto    | Árbitro(s): Osiase Koto |

| 21 de mayo de 2015 | Zimbabue     | 1-4     | Namibia                                    | Moruleng Stadium, Moruleng      |                                 |
|                    | Manuvire 83' | Reporte | Katjiukua 9' · Hotto 60' 67' · Urikhob 84' | Árbitro(s): Hamada Nampiandraza | Árbitro(s): Hamada Nampiandraza |

| 21 de mayo de 2015 | Seychelles | 0–1     | Mauricio   | Royal Bafokeng Sports Palace, Phokeng |                            |
|                    |            | Reporte | Sophie 84' | Árbitro(s): Simanga Nhleko            | Árbitro(s): Simanga Nhleko |

### Grupo B
| Pos. | Equipo       | Pts. | PJ | G | E | P | GF | GC | Dif. | Clasificación                 |
| ---- | ------------ | ---- | -- | - | - | - | -- | -- | ---- | ----------------------------- |
| 1    | Madagascar   | 7    | 3  | 2 | 1 | 0 | 5  | 2  | +3   | Avanza a los cuartos de final |
| 2    | Suazilandia  | 7    | 3  | 2 | 1 | 0 | 4  | 1  | +3   |                               |
| 3    | Lesoto       | 3    | 3  | 1 | 0 | 2 | 2  | 4  | −2   |                               |
| 4    | Tanzania (G) | 0    | 3  | 0 | 0 | 3 | 0  | 4  | −4   |                               |

 Fuente: [cita requerida]
| 18 de mayo de 2015 | Lesoto    | 1–2     | Madagascar                       | Royal Bafokeng Sports Palace, Phokeng |                           |
|                    | Thale 26' | Reporte | Vombola 38' · Rabehasinmbola 85' | Árbitro(s): Ruzive Ruzive             | Árbitro(s): Ruzive Ruzive |

| 18 de mayo de 2015 | Tanzania | 0–1     | Suazilandia | Royal Bafokeng Sports Palace, Phokeng |                        |
|                    |          | Reporte | Mabila 44'  | Árbitro(s): Emile Fred                | Árbitro(s): Emile Fred |

| 20 de mayo de 2015 | Madagascar                                | 2–0     | Tanzania | Royal Bafokeng Sports Palace, Phokeng |                            |
|                    | Rakotoharimalala 14' · Randriamanjaka 44' | Reporte |          | Árbitro(s): Duncan Lengani            | Árbitro(s): Duncan Lengani |

| 20 de mayo de 2015 | Suazilandia                 | 2-0     | Lesoto | Royal Bafokeng Sports Palace, Phokeng |                          |
|                    | Sibandze 43' · Mkhontfo 66' | Reporte |        | Árbitro(s): Wisdom Chewe              | Árbitro(s): Wisdom Chewe |

| 22 de mayo de 2015 | Lesoto     | 1–0     | Tanzania | Moruleng Stadium, Moruleng |                          |
|                    | Kamela 76' | Reporte |          | Árbitro(s): Joshua Bondo   | Árbitro(s): Joshua Bondo |

| 22 de mayo de 2015 | Madagascar        | 1–1     | Suazilandia  | Royal Bafokeng Sports Palace, Phokeng |                           |
|                    | Randriamanjaka 7' | Reporte | Ndzinisa 79' | Árbitro(s): Ruzive Ruzive             | Árbitro(s): Ruzive Ruzive |

## Fase Final
Sudáfrica, Ghana, Zambia, Malaui, Botsuana y Mozambique clasificaron directamente a esta fase.

### Cuartos de final
| 25 de mayo de 2015 | Ghana       | 1–2     | Madagascar                       | Royal Bafokeng Sports Palace, Phokeng |                          |
|                    | Darkwah 37' | Reporte | 28' Randriamanjaka · 90' Simouri | Árbitro(s): Joshua Bondo              | Árbitro(s): Joshua Bondo |

| 25 de mayo de 2015 | Mozambique                                                      | 2–2 (5–4 p.)               | Malaui                                                        | Royal Bafokeng Sports Palace, Phokeng |                            |
|                    | Malata 10' (a.g.) · Mzava 90+1' (a.g.)                          | Reporte                    | 51' Sulumba · 90' (pen.) Mzava                                | Árbitro(s): Simanga Nhleko            | Árbitro(s): Simanga Nhleko |
|                    |                                                                 | Tiros desde el punto penal |                                                               |                                       |                            |
|                    | Gildo · Hagi · Miquissone · Isac · Guambe · Norberto · Mahumane |                            | Banda · Mzava · Kumwenda · Fodya · Kondowe · Malata · Sulumba |                                       |                            |

| 24 de mayo de 2015 | Zambia                                     | 0–0 (4–5 p.)               | Namibia                                              | Moruleng Stadium, Moruleng      |                                 |
|                    |                                            | Reporte                    |                                                      | Árbitro(s): Hamada Nampiandraza | Árbitro(s): Hamada Nampiandraza |
|                    |                                            | Tiros desde el punto penal |                                                      |                                 |                                 |
|                    | Mweene · Mtonga · Mbola · Ndhlovu · Katebe |                            | Isaacks · Stephanus · Mwedihanga · Ketjijere · Hotto |                                 |                                 |

| 24 de mayo de 2015 | Sudáfrica                                                                       | 0–0 (6–7 p.)               | Botsuana                                                                   | Moruleng Stadium, Moruleng |                          |
|                    |                                                                                 | Reporte                    |                                                                            | Árbitro(s): Wisdom Chewe   | Árbitro(s): Wisdom Chewe |
|                    |                                                                                 | Tiros desde el punto penal |                                                                            |                            |                          |
|                    | Lark · Daniels · van Heerden · Motupa · Morena · Segolela · Madisha · Mngonyama |                            | Nato · Kgaswane · Mogorosi · Moyo · Dambe · Legwaila · Koobake · Gaolaolwe |                            |                          |

### Ronda de Consolación
Los perdedores en los cuartos de final juegan por el quinto lugar.
| 27 de mayo de 2015 | Zambia                               | 3–0     | Ghana | Moruleng Stadium, Moruleng |                        |
|                    | Mwape 24' · Katebe 29' · Sinkala 42' | Reporte |       | Árbitro(s): Emile Fred     | Árbitro(s): Emile Fred |

| 27 de mayo de 2015 | Sudáfrica                                                    | 0–0 (4–5 p.)               | Malaui                                             | Moruleng Stadium, Moruleng  |                             |
|                    |                                                              | Reporte                    |                                                    | Árbitro(s): Norman Matemera | Árbitro(s): Norman Matemera |
|                    |                                                              | Tiros desde el punto penal |                                                    |                             |                             |
|                    | Daniels · Nyanda · Madisha · van Heerden · Manayama · Nhlapo |                            | Banda · Mzava · Mkanda · Mhone · Malata · Ngalande |                             |                             |

### Semifinales
| 28 de mayo de 2015 | Namibia                          | 3–2     | Madagascar      | Moruleng Stadium, Moruleng |                            |
|                    | Shilongo 18' 22' · Shalulile 83' | Reporte | Vombola 24' 26' | Árbitro(s): Simanga Nhleko | Árbitro(s): Simanga Nhleko |

| 28 de mayo de 2015 | Botsuana    | 1–2     | Mozambique            | Moruleng Stadium, Moruleng |                            |
|                    | Kebatho 78' | Reporte | Isac 65' · Parkim 88' | Árbitro(s): Duncan Lengani | Árbitro(s): Duncan Lengani |

### 5º Lugar
| 29 de mayo de 2015 | Zambia | 0–1     | Malaui     | Royal Bafokeng Sports Palace, Phokeng |                             |
|                    |        | Reporte | Mkanda 59' | Árbitro(s): Norman Matemera           | Árbitro(s): Norman Matemera |

### 3º Lugar
| 30 de mayo de 2015 | Madagascar      | 2–1     | Botsuana | Moruleng Stadium, Moruleng |                          |
|                    | Vombola 16' 18' | Reporte | Boy 84'  | Árbitro(s): Wisdom Chewe   | Árbitro(s): Wisdom Chewe |

### Final
| 30 de mayo de 2015 | Namibia       | 2–0     | Mozambique | Moruleng Stadium, Moruleng      |                                 |
|                    | Hotto 36' 74' | Reporte |            | Árbitro(s): Hamada Nampiandraza | Árbitro(s): Hamada Nampiandraza |

## Campeón
| Copa COSAFA 2015   |
| ------------------ |
| Bandera de Namibia |
| Namibia 1º Título  |